# Iporanga (ort)
Iporanga är en ort i Brasilien.   Den ligger i kommunen Iporanga och delstaten São Paulo, i den södra delen av landet, 1 000 km söder om huvudstaden Brasília. Iporanga ligger 88 meter över havet och antalet invånare är 4 302.
Terrängen runt Iporanga är huvudsakligen kuperad. Iporanga ligger nere i en dal. Runt Iporanga är det mycket glesbefolkat, med 3 invånare per kvadratkilometer.. Det finns inga andra samhällen i närheten.
I omgivningarna runt Iporanga växer i huvudsak städsegrön lövskog.